# ضرغام سعداوی
ضرغام سعداوی (زادهٔ ۱۱ فروردین ۱۳۸۵) بازیکن فوتبال اهل ایران است که در پست مدافع میانی و هافبک دفاعی برای باشگاه فوتبال استقلال در لیگ برتر خلیج فارس بازی می‌کند.

## دوران باشگاهی

### فولاد
وی دوران پایه و رشد فوتبالی خود را در استان خودش یعنی خوزستان در آکادمی باشگاه فوتبال فولاد خوزستان سپری کرده است و فعالیت حرفه‌ای خود را از تیم‌های پایه همین باشگاه آغاز کرد و به تیم اصلی فولاد نیز راه یافت.

### استقلال
ضرغام سعداوی در نقل و انتقالات تابستانی در ۲۴ مرداد ۱۴۰۳ در دوران هدایت استقلال توسط جواد نکونام با عقد قراردادی ۴ ساله به باشگاه فوتبال استقلال پیوست.

#### فصل ۱۴۰۳–۱۴۰۴
وی اولین بازی رسمی خود با پیراهن استقلال را در رقابت‌های لیگ نخبگان آسیا مقابل تیم قدرتمند الهلال عربستان انجام داد. ضرغام سعداوی در این دیدار با تصمیم پیتسو موسیمانه برای دقایقی فرصت بازی پیدا کرد و توانست نخستین تجربه بین‌المللی خود را در سطح بالای فوتبال باشگاهی آسیا کسب کند.
در این فصل که استقلال عملکرد کلی قابل قبولی نداشت، فرصت بازی دیگری به ضرغام سعداوی نرسید. با این حال، پس از حضور مجتبی جباری در رأس کادر فنی، سعداوی در یک دیدار حساس از رقابت‌های جام حذفی در ترکیب اصلی استقلال قرار گرفت. او در این مسابقه نمایشی درخشان از خود ارائه داد که با تحسین هواداران استقلال و رضایت کادر فنی استقلال همراه شد همین عملکرد خوب باعث شد تا اعتماد کادر فنی نسبت به ضرغام سعداوی افزایش یابد و در ادامه، از او در ترکیب استقلال در رقابت‌های لیگ نیز استفاده شود.

## دوران ملی
سعداوی از سنین پایین به تیم‌های ملی پایه دعوت شد و سابقه حضور در تیم‌های ملی نونهالان، نوجوانان و جوانان ایران را در کارنامه خود دارد. او در جام ملت‌های آسیا ۲۰۲۲ زیر ۱۷ سال در تایلند و جام جهانی ۲۰۲۳ زیر ۱۷ سال در اندونزی برای تیم ملی ایران به میدان رفت.

## آمار باشگاهی
| عملکرد باشگاهی | عملکرد باشگاهی | عملکرد باشگاهی | لیگ      | لیگ      | جام      | جام      | قاره‌ای | قاره‌ای | سایر     | سایر     | مجموع | مجموع |
| باشگاه         | لیگ            | فصل            | بازی     | گل       | بازی     | گل       | بازی   | گل     | بازی     | گل       | بازی  | گل    |
| —              | —              | —              | لیگ برتر | لیگ برتر | جام حذفی | جام حذفی | آسیا   | آسیا   | سوپر جام | سوپر جام | مجموع | مجموع |
| -------------- | -------------- | -------------- | -------- | -------- | -------- | -------- | ------ | ------ | -------- | -------- | ----- | ----- |
| استقلال        | لیگ برتر       | ۲۰۲۴–۲۰۲۵      | ۱        | ۰        | ۳        | ۰        | ۱      | ۰      | –        | –        | ۵     | ۰     |
| مجموع استقلال  | مجموع استقلال  | مجموع استقلال  | ۱        | ۰        | ۳        | ۰        | ۱      | ۰      | –        | –        | ۵     | ۰     |
| مجموع آمار     | مجموع آمار     | مجموع آمار     | ۱        | ۰        | ۳        | ۰        | ۱      | ۰      | –        | –        | ۵     | ۰     |

## افتخارات

### استقلال
- جام حذفی
  - قهرمان (۱): ۰۴–۱۴۰۳